# الجيلاني (مصر)
قرية الجيلاني هي إحدى القرى التابعة لمركز ابشواى في محافظة الفيوم في مصر . حسب إحصاءات سنة 2006، بلغ إجمالي السكان في الجيلاني 9153 نسمة، منهم 4654 رجل و4499 امرأة.